# Aceite de cocina

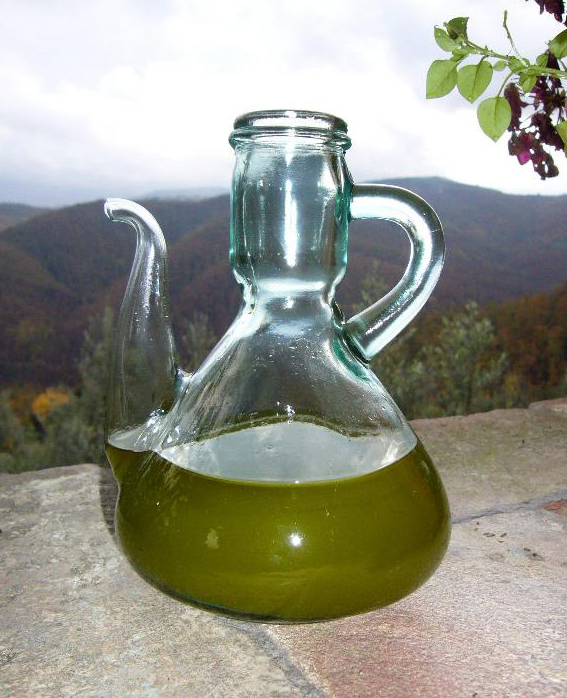
Aceite de oliva recién prensado.

El aceite de cocina (llamado también aceite comestible o aceite de comer) es el aceite de origen vegetal, o más raramente animal, que suele permanecer en estado líquido a temperatura ambiente, puede ser consumido por personas y se usa en cocina.
Algunos de los muchos tipos de aceites vegetales son; de oliva, de palma, de soja, de colza, de semilla de calabaza, de maíz, de girasol, de cártamo, de cacahuete, de semilla de uva, de sésamo, de argán, de salvado de arroz y se usan para cocinar junto con otros elementos comestibles. También es posible emplear la mayoría de estos aceites para aderezar principalmente las ensaladas y para elaborar salsas y aderezos como el alioli, la mayonesa, etc.
En cocina, el término genérico «aceite vegetal» se usa para etiquetar un producto compuesto por un aceite concreto (como por ejemplo el de colza) o por una mezcla de varios aceites, a menudo basada en el de palma, maíz, soja o girasol.
El aceite puede aromatizarse sumergiendo en él hierbas frescas, pimienta, ajo y otros condimentos durante un periodo de tiempo. Sin embargo, debe tenerse cuidado cuando se almacenan aceites aromatizados para evitar el crecimiento de Clostridium botulinum (la bacteria que produce las toxinas que provocan el botulismo).

## Salud y nutrición
La cantidad adecuada de grasa dentro de la dieta diaria es objeto de cierta controversia. Cierta cantidad de grasa es necesaria en la dieta, además de ser también esencial en muchas técnicas culinarias. La FDA recomienda que un máximo del 30 % de las calorías consumidas diariamente sean en forma de grasa. Otros nutricionistas recomiendan que no más del 10 % de la ingesta diaria de calorías proceda de la grasa. En entornos extremadamente fríos, una dieta con hasta dos tercios de grasa es aceptable y puede de hecho ser crítica para la supervivencia.[cita requerida]
Aunque el consumo de pequeñas cantidades de grasas saturadas es esencial, metaanálisis preliminares (1997, 2003) hallaron una fuerte correlación entre el consumo de cantidades elevadas de estas grasas y las enfermedades cardiovasculares. Sorprendentemente, metaanálisis más recientes (2009, 2010) basados en estudios cohortes y ensayos controlados y aleatorios hallaron un efecto positivo o neutral al cambiar el consumo de carbohidratos por el de grasas saturadas como fuente de calorías, y solo una modesta ventaja al cambiar de grasas saturadas a poliinsaturadas (del 10 % de riesgo al 5 %).
La Clínica Mayo ha señalado los aceites con un contenido especialmente alto de grasas saturadas, incluyendo los de coco, de palma y de semilla de palma. Los que tienen menores cantidades de grasas saturadas y mayores de insaturadas (preferiblemente monoinsaturadas), como el de oliva, cacahuete, colza, aguacate, cártamo, maíz, soja, mostaza y algodón suele ser más saludables. El National Heart, Lung, and Blood Institute y la World Heart Federation han instado a reemplazar las grasas saturadas por insaturadas o monoinsaturadas. Los organismos de salud enumeran los aceites de oliva y colza como fuentes de grasas monoinsaturadas, mientras los de soja y girasol son ricos en grasas poliinsaturadas. Los resultados de un estudio realizado en Costa Rica en 2005 sugieren que el consumo de aceites insaturados no hidrogenados como el de soja o girasol es preferible al del aceite de palma
No todas la grasas saturadas tienen efectos negativos sobre el colesterol. Algunos estudios señalan que el ácido palmítico del aceite de palma no se comporta como otras grasas saturadas y resulta neutral para los niveles de colesterol porque se distribuye equitativamente sobre los tres «brazos» de la molécula triglicérida. Además, se ha encontrado que el consumo de aceite de palma reduce el colesterol en sangre respecto a otras fuentes de grasas saturadas como el aceite de coco o las grasas animales.
Las grasas saturadas son necesarias para el correcto funcionamiento del cuerpo y el cerebro. De hecho, un estudio en Brasil comparó los efectos del aceite de soja respecto al de coco (rico en grasa saturada) y halló que aunque ambos grupos mostraban una caída del IMC, el grupo del aceite de soja sufrió un incremento del colesterol total (incluyendo una caída del HDL, el colesterol «bueno»). El grupo del aceite de coco sufrió en realidad un incremento de la proporción HDL/LDL (lo que significaba que tenían más colesterol «bueno»), así como menor volumen corporal (alguno que no se dio en el grupo del aceite de soja).
El foco de la investigación actual se ha desplazado de las grasas saturadas en su conjunto a las grasas individuales y a los porcentajes de ácidos grasos (saturados, monoinsaturados, poliinsaturados) en la dieta. Una ingesta adecuada de grasas poliinsaturadas y saturadas es necesaria para la relación LDL/HDL ideal en sangre, ya que ambas contribuyen al equilibrio regulador del metabolismo metraproteínico.
Los aceites ricos en grasas insaturadas pueden ayudar a bajar el colesterol «malo» (LDL) y pueden también subir el «bueno» (HDL), aunque estos efectos siguen estudiándose.
Los aceites de cacahuete, anacardo y de otros tipos de nueces también pueden suponer un riesgo para las personas con alergia a las nueces. Una reacción alérgica grave puede provocar un shock anafiláctico y causar la muerte.

### Grasastrans
A diferencia de otras grasas alimenticias, las grasas trans no son esenciales ni beneficiosas para la salud. El consumo de grasas trans incrementa el riesgo de padecer enfermedades coronarias al elevar los niveles de colesterol «malo» (LDL). La hidrogenación, un proceso que añade átomos de hidrógeno a las moléculas de grasa para hacerlas más saturadas e incrementar su punto de fusión (por ejemplo para obtener margarina), es responsable de la mayoría de las grasas trans comestibles, siendo estas más dañinas que las presentes de forma natural en los alimentos.
Varios estudios amplios señalan un vínculo entre el consumo de grandes cantidades de grasas trans, las enfermedades coronarias y posiblemente otras afecciones. La Administración de Alimentos y Medicamentos, el National Heart, Lung, and Blood Institute y la American Heart Association estadounidenses recomiendan limitar el consumo de estas grasas.

### Cocinando con aceites

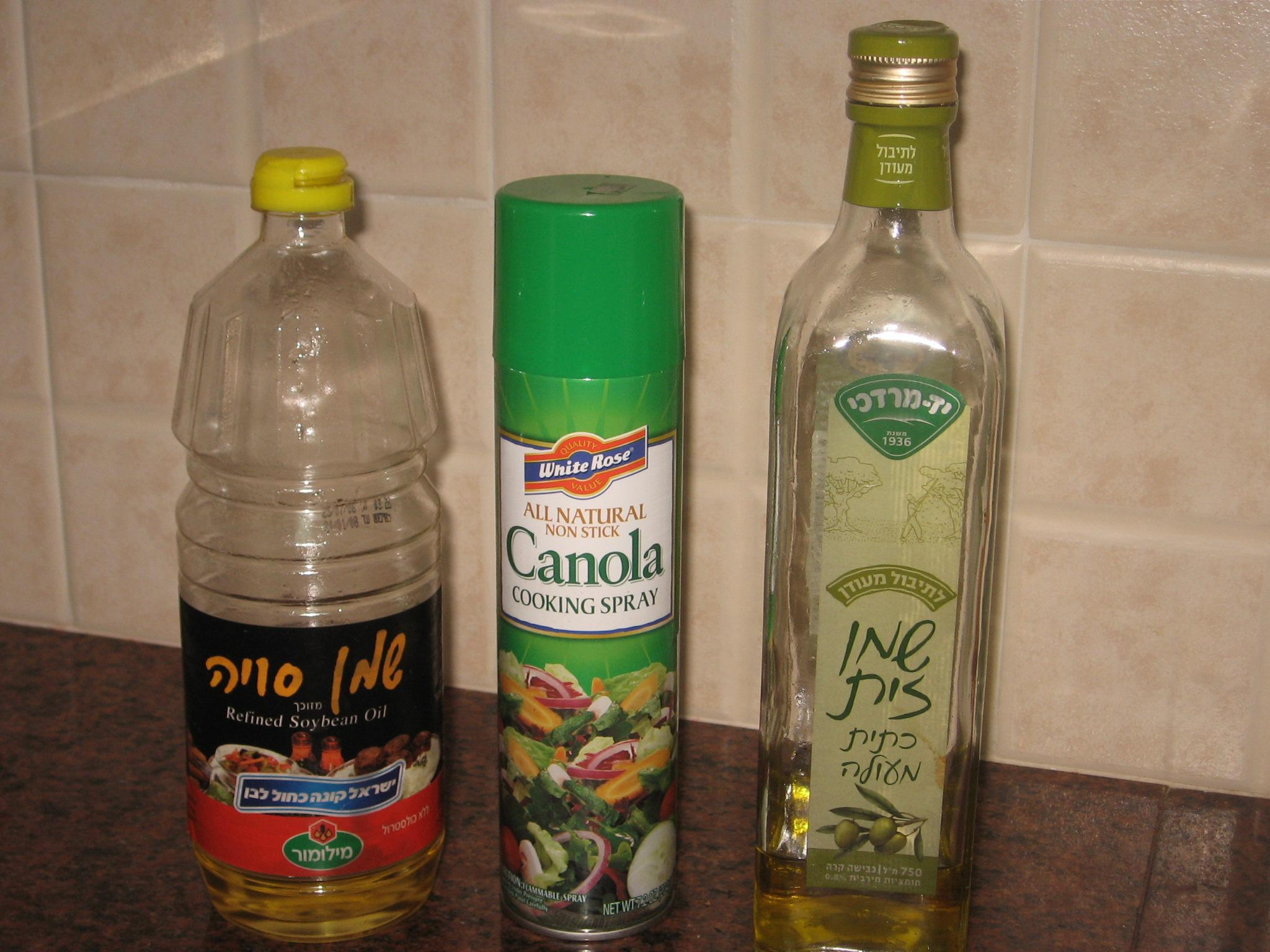
De izquierda a derecha: aceite de soja, aceite de colza en aerosol y aceite de oliva.

Calentar un aceite cambia sus características. Algunos aceites que son saludables a temperatura ambiente pueden volverse perjudiciales cuando se calientan por encima de ciertas temperaturas. Al elegir un aceite para cocinar, es por tanto importante tener en cuenta su tolerancia al calor, y usar el adecuado para el uso que vaya a dispensársele.
Una revisión paralela de 2001 de estudios sobre grasa alimenticia durante 20 años en el Reino Unido, los Estados Unidos y España halló que los aceites poliinsaturados como el de soja, colza, girasol y maíz se degradan fácilmente a compuestos tóxicos cuando se calientan. El consumo prolongado de aceites quemados provocó arteriosclerosis, artritis reumatoide y defectos de nacimiento. Los científicos también cuestionaron la recomendación de las autoridades sanitarias mundiales de incorporar grandes cantidades de grasas poliinsaturadas a la dieta humana sin acompañarla de medidas que aseguren la protección de estos ácidos grasos contra la degradación por calor y oxidación.
El aceite de palma contiene más grasas saturadas que los de colza, maíz, lino, soja, cártamo y girasol. Por tanto, el aceite de palma puede soportar mejor las temperaturas altas del proceso de fritura y la oxidación respecto a los aceites muy insaturados. Desde principios del siglo XX, el aceite de palma se ha sido cada vez más usado por la industria alimentaria gracias a que permanece estable en frituras y horneados incluso a temperaturas muy altas, y por su alto contenido en antioxidantes naturales.
Entre los aceites adecuados para fritura a alta temperatura (por encima de 230 °C) gracias a su alto punto de humeo están:[cita requerida]
- Aceite de aguacate
- Aceite de cacahuete
- Aceite de cártamo
- Aceite de colza
- Aceite de girasol[29]
- Aceite de maíz
- Aceite de palma
- Aceite de salvado de arroz
- Aceite de sésamo (semirrefinado)
- Aceite de soja

Entre los aceites adecuados para fritura a temperaturas medias (por encima de 190 °C) están:
- Aceite con diacilglicerol
- Aceite de almendra
- Aceite de nuez
- Aceite de oliva (virgen o refinado)[30]
- Aceite de semilla de algodón
- Aceite de semilla de mostaza
- Aceite de semilla de uva
- Ghee (mantequilla clarificada)
- Manteca de cerdo

Los aceites sin refinar no deben usarse para frituras, pero son seguros para las cocciones a fuego lento.[cita requerida]

#### Reutilización del aceite de cocina
Se ha observado que cuando se lo reutiliza para cocinar nuevamente con él, el aceite genera en el cuerpo problemas de acidez estomacal y también el nivel de colesterol aumenta mucho, dos cosas a tener en cuenta para no sufrir hipertensión, problemas cardiovasculares, además de otras enfermedades relacionadas con el peso.

#### Contaminación del agua mediante aceite usado
El aceite de cocina usado tiene un alto impacto contaminante: un solo litro puede contaminar un millón de litros de agua, causando problemas en su calidad, obstrucciones en tuberías y altos costos de tratamiento. Además, su carga contaminante es 5000 veces mayor que la del agua residual común. Sin embargo, reciclado adecuadamente, el aceite puede transformarse en biodiésel, reduciendo el uso de combustibles fósiles.
Campañas como “Love Water” en el Reino Unido fomentan prácticas responsables, como solidificar el aceite y desecharlo en la basura en lugar de verterlo en el desagüe, evitando así no solo la contaminación del agua, sino también que se formen bolas de residuos, conocidas como "fatbergs", que obstruyen las cloacas.

### Almacenaje y conservación del aceite
Refinados o no, todos los aceites son sensibles al calor, la luz y la exposición al oxígeno. El aceite rancio tiene un olor desagradable y un gusto acre, y su valor nutricional queda muy menguado. Para retrasar el enranciamiento, suele aplicarse un gas inerte, normalmente nitrógeno, al espacio restante del envase justo tras la producción. Este proceso se denomina inertización. La vitamina E es un antioxidante natural que también puede añadirse a los aceites de cocina para evitar su enranciamiento.
Todos los aceites deberían guardarse en el frigorífico o en un lugar seco y fresco. Los aceites pueden espesar, pero recuperan su fluidez si se dejan reposar a temperatura ambiente. Para evitar los efectos negativos del calor y la luz, los aceites deben sacarse de su lugar de almacenaje solo el tiempo imprescindible para su uso. Los aceites refinados ricos en grasas monoinsaturadas aguantan hasta un año (si son de oliva, hasta varios años), mientras los ricos en grasa poliinsaturadas se conservan unos seis meses. Los aceites de oliva virgen y extra virgen se conservan un mínimo de 9 meses tras la apertura del envase. Otros aceites monoinsaturados se conservan bien hasta ocho meses, mientras los aceites poliinsaturados sin refinar solo aguantan aproximadamente la mitad.
En cambio, los aceites saturados, como los de coco y palma, tienen una vida mucho más larga y pueden almacenarse a temperatura ambiente. Su falta de grasas poliinsaturadas hace que sean más estables.

## Tipos de aceites y sus características
Los aceites ligeros más refinados tienden a tener puntos de humeo más altos. La experiencia en su empleo suele ser una guía suficientemente fiable. Aunque los resultados de pruebas empíricas dependen de las cualidades de las muestras concretas (marca, composición, procesado), estos parecen ser la principal fuente de los datos disponibles.
| Tipo de aceite o de grasa        | Saturadas | Monoinsaturadas | Poliinsaturadas | Punto de humeo | Usos                                                                                            |
| -------------------------------- | --------- | --------------- | --------------- | -------------- | ----------------------------------------------------------------------------------------------- |
| Aceite de aguacate               | 12%       | 74%             | 14%             | 271 °C         | Fritura, salteado, aceite para mojar, ensaladas                                                 |
| Aceite de almendra               | 8%        | 66%             | 26%             | 221 °C         | Horneado, salsas, aderezo                                                                       |
| Aceite de cacahuete              | 18%       | 49%             | 33%             | 231 °C         | Fritura, cocia, aliño de ensalada, margarina                                                    |
| Aceite de cáñamo                 | 9%        | 12%             | 79%             | 236 °C         | Cocción, aliño de ensaladas                                                                     |
| Aceite de cártamo                | 10%       | 13%             | 77%             | 265 °C         | Cocina, aliño de ensalada, margarina                                                            |
| Aceite de coco                   | 92%       | 6%              | 2%              | 177 °C         | Horneado industrial, dulces y caramelos, coberturas batidas, cremas de café no lácteas, manteca |
| Aceite de colza                  | 6%        | 62%             | 32%             | 242 °C         | Fritura, horneado, aliño de ensalada                                                            |
| Aceite de girasol (linoleico)    | 11%       | 20%             | 69%             | 246 °C         | Cocina, aliño de ensalada, margarina, manteca                                                   |
| Aceite de girasol (alto oleico)  | 9%        | 82%             | 9%              |                |                                                                                                 |
| Aceite de maíz                   | 13%       | 25%             | 62%             | 236 °C         | Fritura, horneado, aliño de ensalada, margarina, manteca                                        |
| Aceite de oliva (extra virgen)   | 14%       | 73%             | 11%             | 190 °C         | Cocina, aliño de ensalada, margarina, aceite para mojar.                                        |
| Aceite de oliva (virgen)         | 14%       | 73%             | 11%             | 215 °C         | Cocina, aliño de ensalada, margarina                                                            |
| Aceite de oliva (refinado)       | 14%       | 73%             | 11%             | 225 °C         | Salteado, cocina, aliño de ensalada, margarina                                                  |
| Aceite de oliva (extra ligero)   | 14%       | 73%             | 11%             | 242 °C         | Salteado, fritura, cocina, aliño de ensalada, margarina                                         |
| Aceite de palma                  | 52%       | 38%             | 10%             | 230 °C         | Cocina, aderezo, aceite vegetal, manteca                                                        |
| Aceite de salvado de arroz       | 20%       | 47%             | 33%             | 254 °C         | Cocción, fritura, ensaladas, aliños                                                             |
| Aceite de semilla de algodón     | 24%       | 26%             | 50%             | 216 °C         | Margarina, manteca, aliño de ensalada, fritura industrial                                       |
| Aceite de semilla de mostaza     | 13%       | 60%             | 21%             | 254° C         | Cocción, fritura, ensaladas, aliños                                                             |
| Aceite de semilla de uva         | 12%       | 17%             | 71%             | 204 °C         | Cocina, aliño de ensalada, margarina                                                            |
| Aceite de sésamo (sin refinar)   | 14%       | 43%             | 43%             | 177 °C         | Cocina                                                                                          |
| Aceite de sésamo (semirrefinado) | 14%       | 43%             | 43%             | 232 °C         | Cocina, fritura                                                                                 |
| Aceite de soja                   | 15%       | 24%             | 61%             | 241 °C         | Cocina, aliño de ensalada, aceite vegetal, margarina, manteca                                   |
| Ghi                              | 65%       | 32%             | 3%              | 190–250 °C     | Fritura, cocina, salteado, condimento, aderezo                                                  |
| Manteca de cerdo                 | 41%       | 47%             | 2%              | 138–201 °C     | Horneado, fritura                                                                               |
| Mantequilla                      | 66%       | 30%             | 4%              | 150 °C         | Cocina, horneado, condimento, salsas, aderezo                                                   |
| Margarina, dura                  | 80%       | 14%             | 6%              | 150 °C         | Cocina, horneado, condimento                                                                    |
| Margarina, blanda                | 20%       | 47%             | 33%             | 150–160 °C     | Cocina, horneado, condimento                                                                    |
| Aceite con diacilglicerol (DAG)  | 3,5%      | 37,95%          | 59%             | 215° C         | Fritura, horenado, aliño de ensalada                                                            |

### Refinado
El aceite de cocina puede encontrarse sin refinar, o refinado utilizando uno de los siguientes procedimientos de refinación (en cualquier combinación):
- Destilado, que calienta el aceite para evaporar los solventes químicos responsables de algunos procesos de extracción.
- Desgomado, que consiste en el paso de agua caliente a través del aceite para precipitar gomas y proteínas que son solubles en agua pero insolubles en sustancias oleosas, descartando luego el agua junto con las impurezas.
- Neutralización, or desacidificación, la cual trata el aceite con hidróxido o carbonato de sodio, para retirar  ácidos grasos libres, fosfolípidos, pigmentos y ceras.
- Aclaramiento o blanqueamiento, el cual retira compuestos que alteran el color del aceite a través del tratamiento con tierra de batán, carbón activado, o arcillas activadas, seguido del calentamiento, filtraje y secado para obtener el aceite purificado.
- Desparafinado, mejora la claridad de los aceites destinados a ser usados en baja temperatura a través de congelarlos a temperaturas inferiores a las de su utilización y retirando los sólidos que se formen.
- Desodorizado, tratándolos con vapor presurizado a alta temperatura para evaporar los compuestos menos estables que puedan causar olores o sabores inusuales o incómodos que luego pueden transferirse a las comidas.
- Adición de conservantes, incluyendo antioxidantes como el BHA, BHT y el tocoferol, para contribuir en la conservación de los aceites que han perdido estabilidad debido a los procesos de alta temperatura como la destilación o el desparafinado.

El filtrado, un proceso físico que retira partículas de mayor tamaño que los ácidos grasos del aceite, también podría ser considerado un paso dentro de los procesos de refinamiento, aunque este no altera el estado ni las condiciones químicas del aceite.
La mayoría de procesos de refinamiento comercial a gran escala del aceite involucran todos o la mayoría de estos pasos con el objetivo de obtener un producto de condiciones de sabor, olor  apariencia uniformes, y una vida más larga en el estante de comercialización.

## Aceite de cocina usado
El desecho adecuado del aceite de cocina usado es una importante preocupación en la gestión de residuos. El aceite es menos denso que el agua y tiende a esparcirse en grandes membranas finas que dificultan la oxigenación del agua. Debido a ello, un solo litro de aceite puede contaminar hasta mil litros de agua. Además, el aceite puede solidificarse en las tuberías provocando atascos. Debido a ello, el aceite de cocina nunca debe desecharse por el fregadero o el retrete. 
La forma adecuada de desechar el aceite usado es depositarlo en un envase sellado no reciclable y tirarlo junto con la basura normal o bien desecharlo en un punto limpio.
Industrialmente suele reciclarse para producir jabón y biodiésel.
El aceite de cocina usado tiene valor económico, ya que puede usarse para hacer biodiésel. También puede mezclarse directamente con combustible para motores diésel, una vez filtrado.